# Paternosterhiss

Funktionen hos en paternosterhiss

Paternosterhiss, ibland flaskhiss, är en typ av hiss för person- eller lastbefordran, vilket görs under hissens kontinuerliga gång.
Hissen består av ett system av dörrlösa hisskorgar upphängda vid ett ändlöst kättingsystem. Hisskorgarna befinner sig här i oavbruten gång nedåt i schaktets ena hälft och uppåt i den andra hälften, och därför får man stiga på och av i farten.

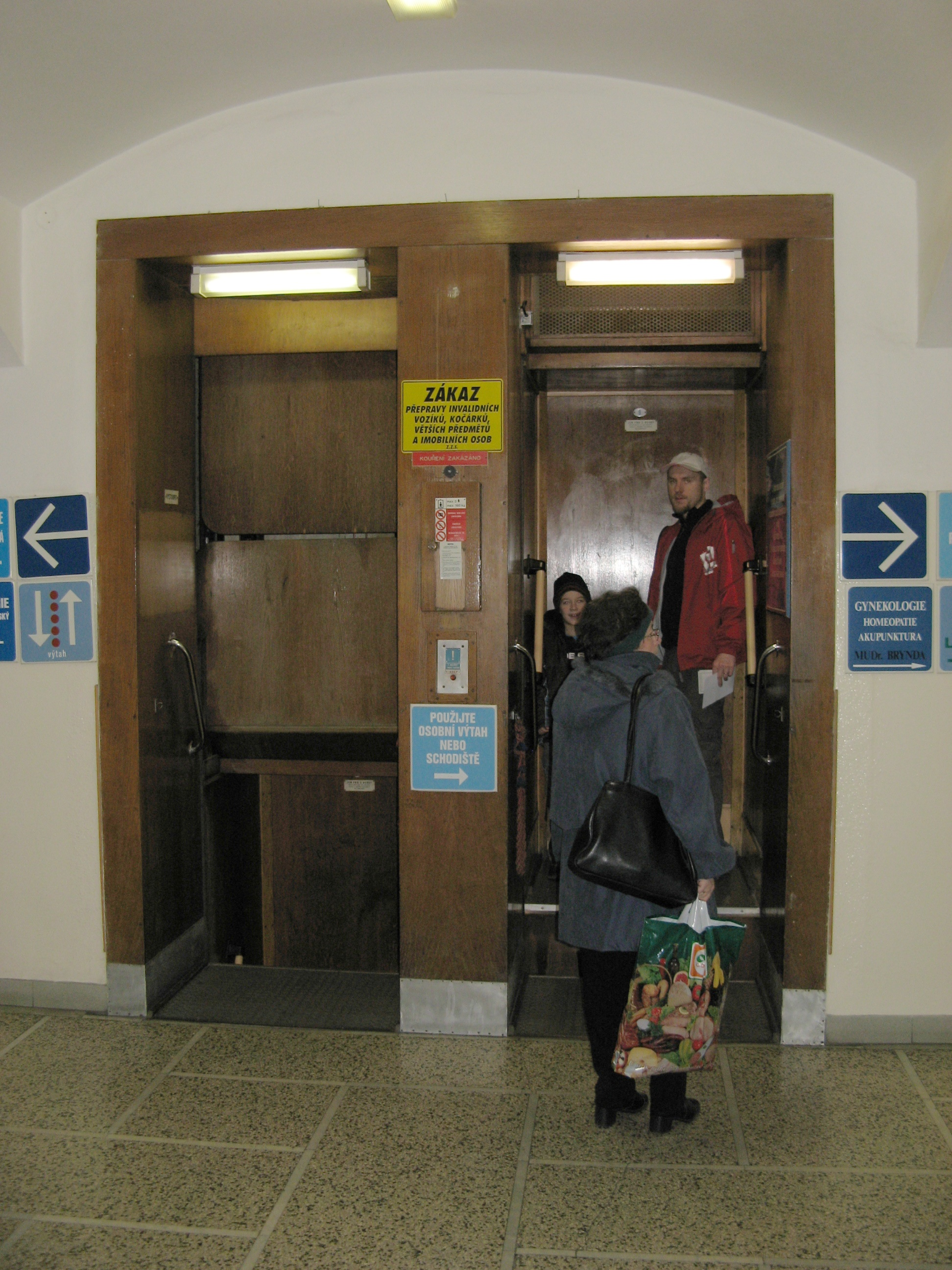
En paternosterhiss i Prag

Ovanför översta våningen och under nedersta våningen finns maskinrum där korgarna parallellförflyttas mellan hisschakten.

## Historik
Namnet på hissen kommer från hissens likhet med ett radband, som på latin benämns pater noster (kristna bönen "Fader vår").
Engelsmannen Hart uppfann 1882 idén med paternostertekniken, och den första paternosterhissen installerades 1884 av J. E. Hall’s Cyclic Elevator.

## För- och nackdelar
Fördelen med denna hisstyp är hög kapacitet per golvyta, tack vare de många hisskorgarna per schakt. Detta ger även kortare väntetid. Genom att använda en paternosterhiss på en hög byggnad med stor personal kan även ordinarie hissar avlastas för ex rullstolsburna och personer med tungt bagage. Genom konstruktionen begränsas också fallrisken visavi en ordinarie hisskorg från en kabel. 
Nackdelar är bland annat högre säkerhetsrisker. Frånvaron av dörrar och det ofta öppna hisschaktet medför risker för fall och klämskador om man är för långsam eller tappar balansen. Detta innebär även begränsningar för fysiskt handikappade. Då hissen normalt är i bruk ständigt under arbetstid är den sällan energieffektiv. För att möjliggöra på- och avstigning utan avsevärda risker är hissen ofta långsam, vilket motverkar huvudsyftet.